# Tetraonyx cuyana
Tetraonyx cuyana is een keversoort uit de familie van oliekevers (Meloidae). De wetenschappelijke naam van de soort is voor het eerst geldig gepubliceerd in 1993 door Selander & Selander.